# Boshuis
Het Boshuis is een voormalige boerderij gelegen in de Gelderse plaats Drie. De voormalige boerderij is omgebouwd tot een horecavoorziening.

## Beschrijving
Het Boshuis ligt aan een kruispunt in Drie te midden van het Speulder- en Sprielderbosch. De hallenhuisboerderij werd in 1765 gebouwd, althans de jaartalankers geven dat jaartal aan. Het pand heeft een met riet en pannen gedekt wolfsdak. Waarschijnlijk werd de boerderij in de eerste helft van de 19e eeuw verbouwd. Uit die tijd dateert de bepleistering van het rechterdeel en de driehoekige gevelpunt aan de rechtervoorzijde.
De boerderij heeft tezamen met de links van de boerderij gelegen schuur en het achter de boerderij gelegen bakhuis een horecabestemming gekregen. Het pand is erkend als rijksmonument.
In de gang van de boerderij bevindt zich een tegelwand met afbeelding van een zittende hond en een zittende kat.

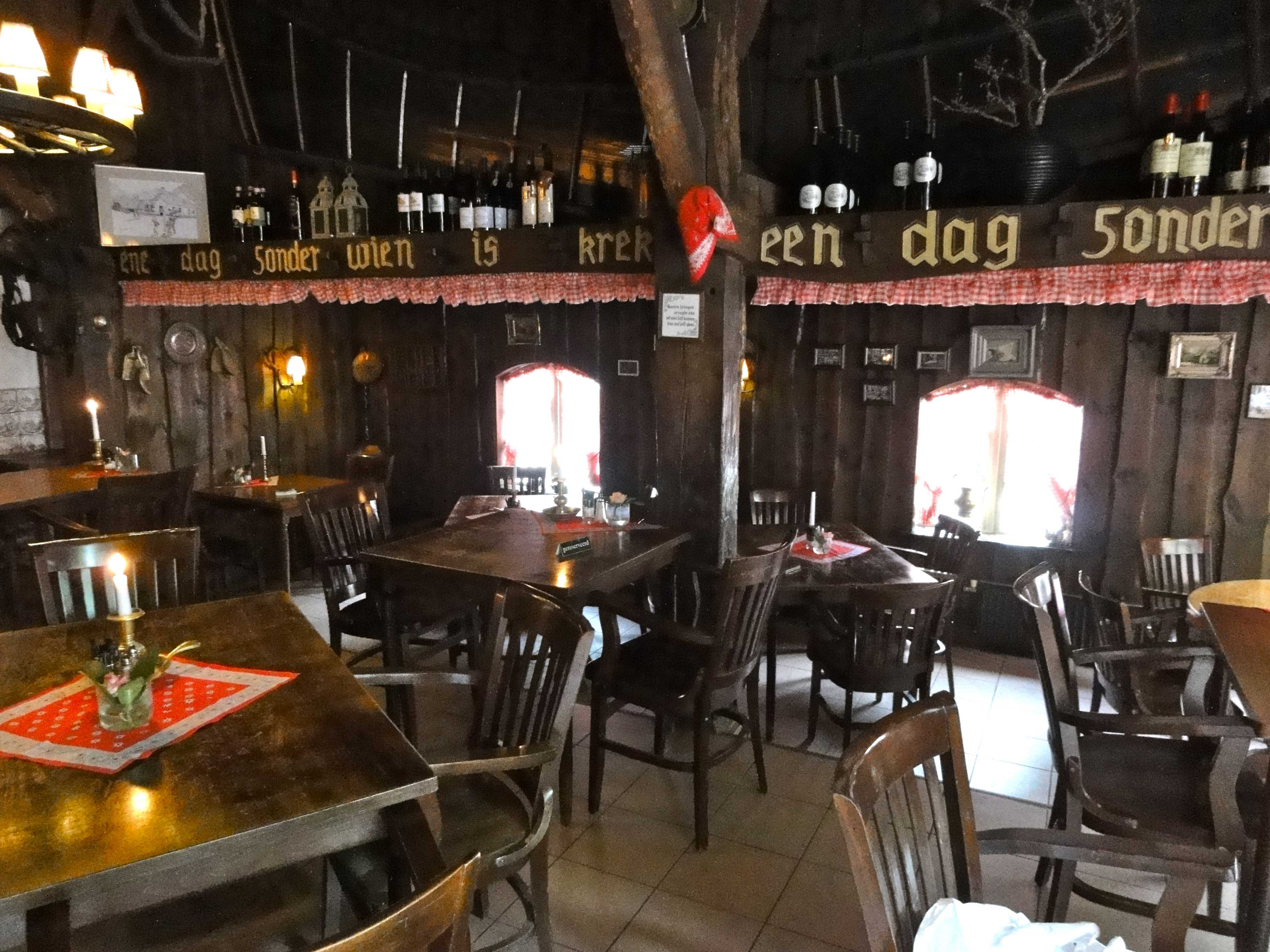
Interieur van het Boshuis
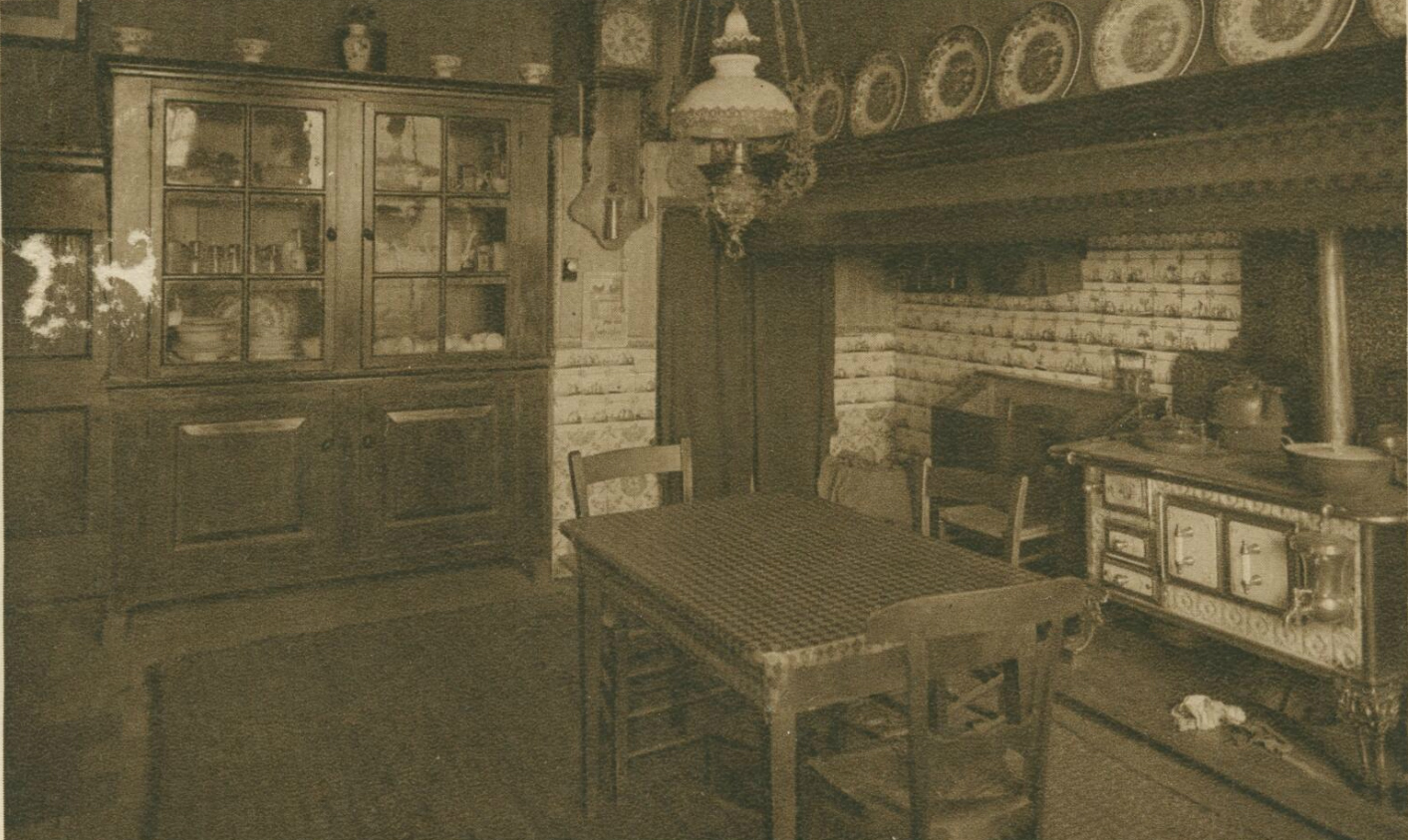
Binnenkamer van het Boshuis in 1923
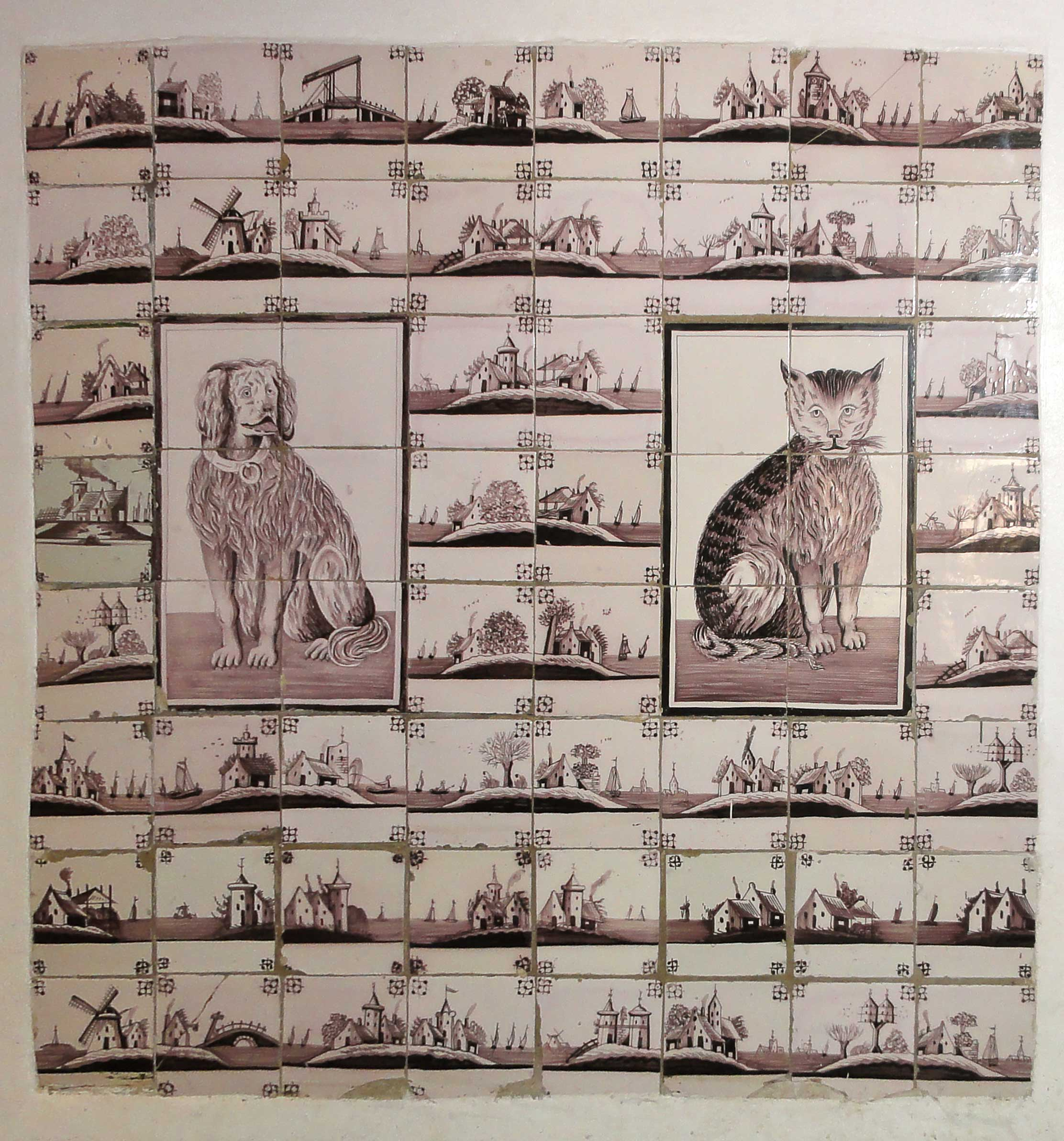
Tegelwand in het Boshuis
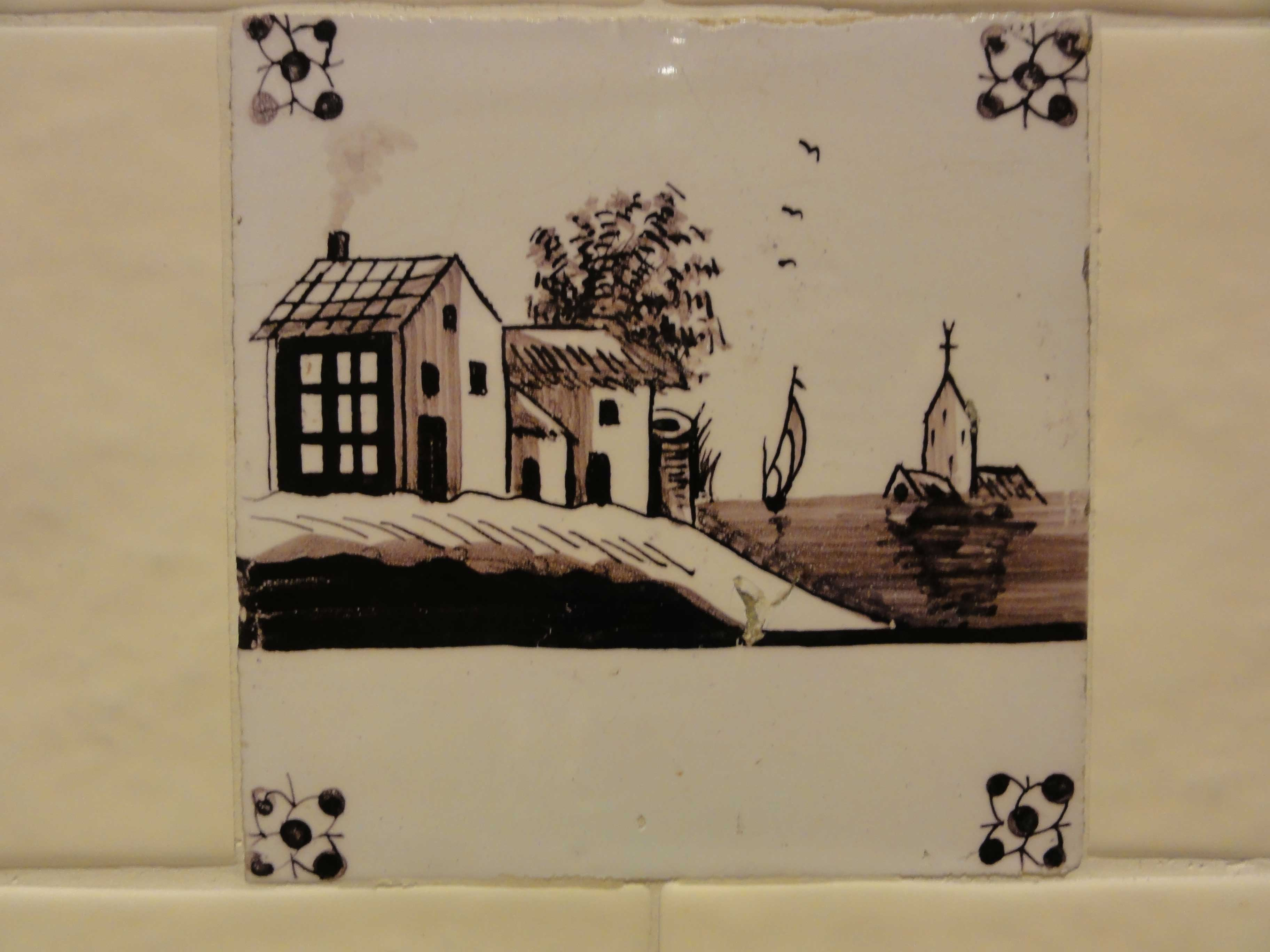
Wandtegel Boshuis